# Províncies Meridionals

Mapa de les antigues regions administratives de les províncies meridionals.

Les Províncies Meridionals, Sàhara Marroquí, Regions del Sud o Sud Marroquí són els noms amb què el govern del Marroc denomina els subdivisions més meridionals del seu territori i que engloben majoritàriafment el Sàhara Occidental.. Hi ha el particular problema de la ciutat de Tarfaya, que forma part del Sàhara marroquí, però no està inclosa en el Sàhara Occidental.

## Geografia i demografia
La superfície d'aquest territori és de 252.120 km² que s'estenen en una longitud de 950 kilòmetres i una amplada entre 300 i 500 kilòmetres. En el costat oposat, es troben les províncies del Nord i l'Oriental. Segons el cens de 2004 tenien una població de 817.929 habitants.

Mapa de la zona del Sàhara Occidental ocupada per Marroc i la controlada pel Front Polisario.

## Divisió administrativa
Des de 2015 el nombre de regions passaren de 16 a 12 regions en el context de la regionalització avançada; les províncies meridionals, estan associades a les tres àrees següents:
- Guelmim-Oued Noun: províncies de Guelmim, d'Assa-Zag, de Tan-Tan i de Sidi Ifni;
- Laâyoune-Sakia El Hamra: províncies d'Al-Aaiun, de Boujdour, de Tarfaya[5] i d'Es-Semara;
- Dakhla-Oued Ed-Dahab: províncies d'Oued Ed-Dahab i d'Auserd.

## Història
Després dels acords de Madrid amb Espanya en 1975, Marroc va ocupar militarment Saguia el Hamra, i la part del nord de Riu d'Or, mentre que Mauritània va prendre el control de la part restant del Riu d'Or sota el nom de Tiris al-Gharbiyya. Gran part dels habitants del territori va fugir cap a la frontera de Algèria, i el Front Polisario va proclamar la República Àrab Sahrauí Democràtica i va començar una guerra de guerrilles per aconseguir la independència del territori. Això va fer que Mauritània abandonés el territori en 1979. el Marroc llavors va procedir a prendre el control total de les parts restants de Riu d'Or.
Des de 1991, gràcies al alto el foc patrocinat per Nacions Unides, la major part del territori és administrat actualment pel Marroc. Per la seva banda el Polisario afirma controlar la resta, que està gairebé despoblat. La línia de l'alto-el-foc correspon al denominat mur marroquí.
La República Àrab Sahrauí Democràtica (RASD) ha estat reconeguda per 82 països, moltes d'elles àrabs i és un membre de ple dret de la Unió Africana. No obstant la sobirania marroquina sobre el territori és reconeguda explícitament per la Lliga Àrab recolzant-se en mapes inexactes i amb el suport d'alguns altres estats.
Va haver-hi més canvis al territori en 1983, quan l'àrea passà a formar quatre wilaya amb l'annexió de Dakhla. En 1990 va ser annexionat també Wadi al-Dhahab (Riu d'Or). De fet en controla un 80 % mentre que el Polisario controla la resta. El territori del Sàhara Occidental encara és declarat com  territori depenent per l'Organització de les Nacions Unides.

## Patrimoni natural

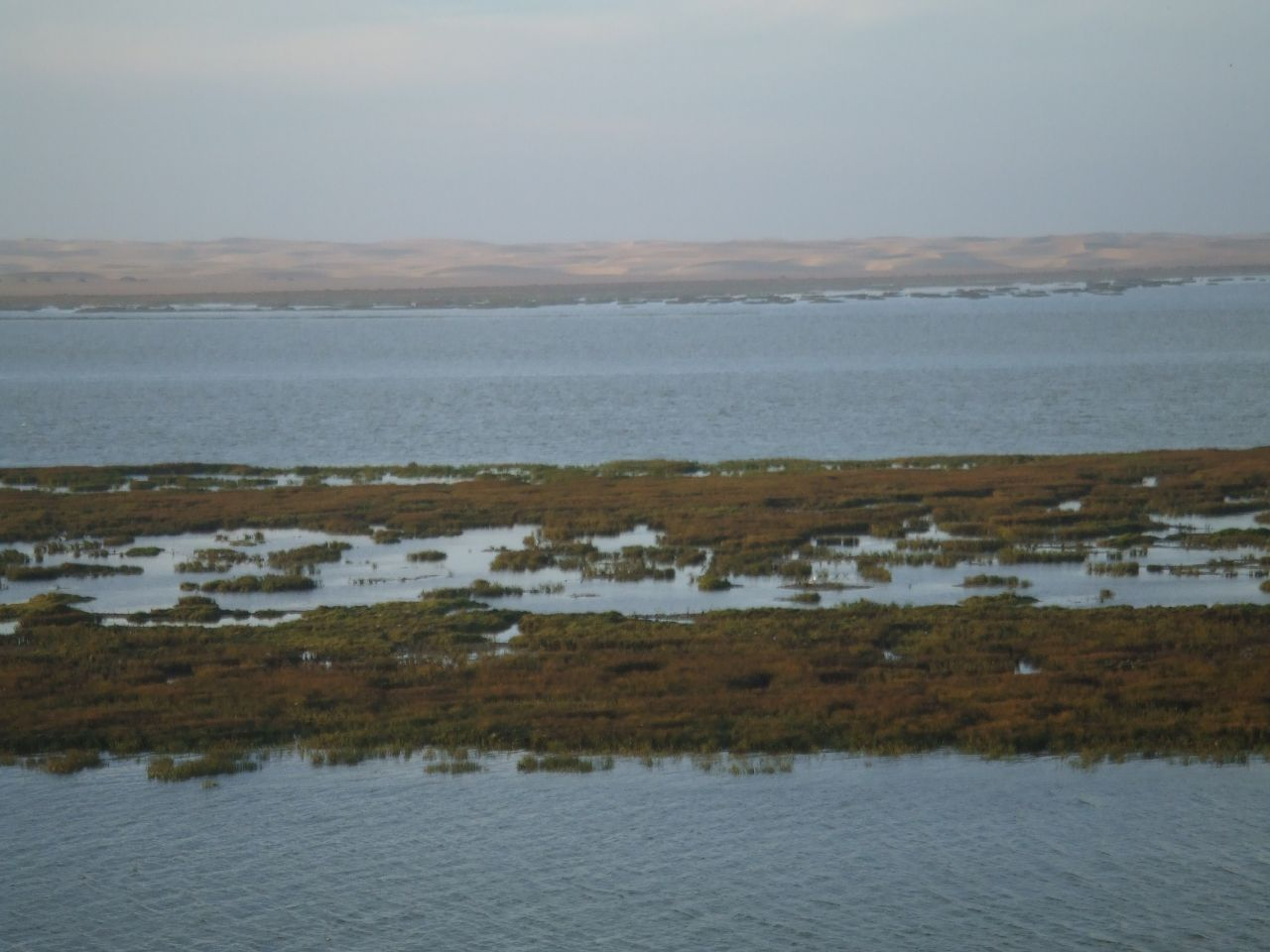
Vista del parc nacional de Khenifiss

A les províncies meridionals hi ha dos parcs nacionals:
- una part del Parc Nacional d'Iriqui, pròxim a Algèria, que es troba a la província de Tata;[11]
- el parc Nacional de Khenifiss, al marge de l'Atlàntic més al sud, entre Tan-Tan i Tarfaya, a 175 km al nord d'Al-Aaiun.